# Låningsvejen
 Låningsvejen är en sex kilometer lång allmän grusväg på Vadehavets havsbotten mellan Mandø och Ribediget vid Vester Vedsted i Danmark. Ordet "låning" betyder en låg fördämning, som är lagd från kusten ut i havet och som normalt översvämmas vid högvatten.
Vägen anlades i början av 1970-talet ursprungligen för att användas vid arbete med strandskydd och annat underhållsarbete vid kusten, men den öppnades 1978 som en allmän väg. Låningsvejen ligger omkring 75 centimeter över havsbotten och är säkrad med faskiner på bägge sidor. Vägen översvämmas vid högvatten, men kan utnyttjas vid ebb.
Vid vägens ändpunkt vid Ribediget finns skyltar på danska, tyska och engelska med varningar för utnyttjande av den utan ha satt sig in i de lokala tidvattenförhållandena. De som inte känner till tiderna för flod och ebb kan använda sig av Mandøbussen, som avgår från Vadehavscentret utanför Vester Vedsted. Turen mellan Mandø By och fastlandet är elva kilometer, varav omkring sex kilometer genom Vadehavet. 
Ebbevejen, som anlades i samband med anläggningen av Ribediget 1914, startar vid diket 1,3 kilometer söder om Låningsvejens startpunkt. På denna krävs särskilt tillstånd för fordonstrafik. 

## Bildalleri

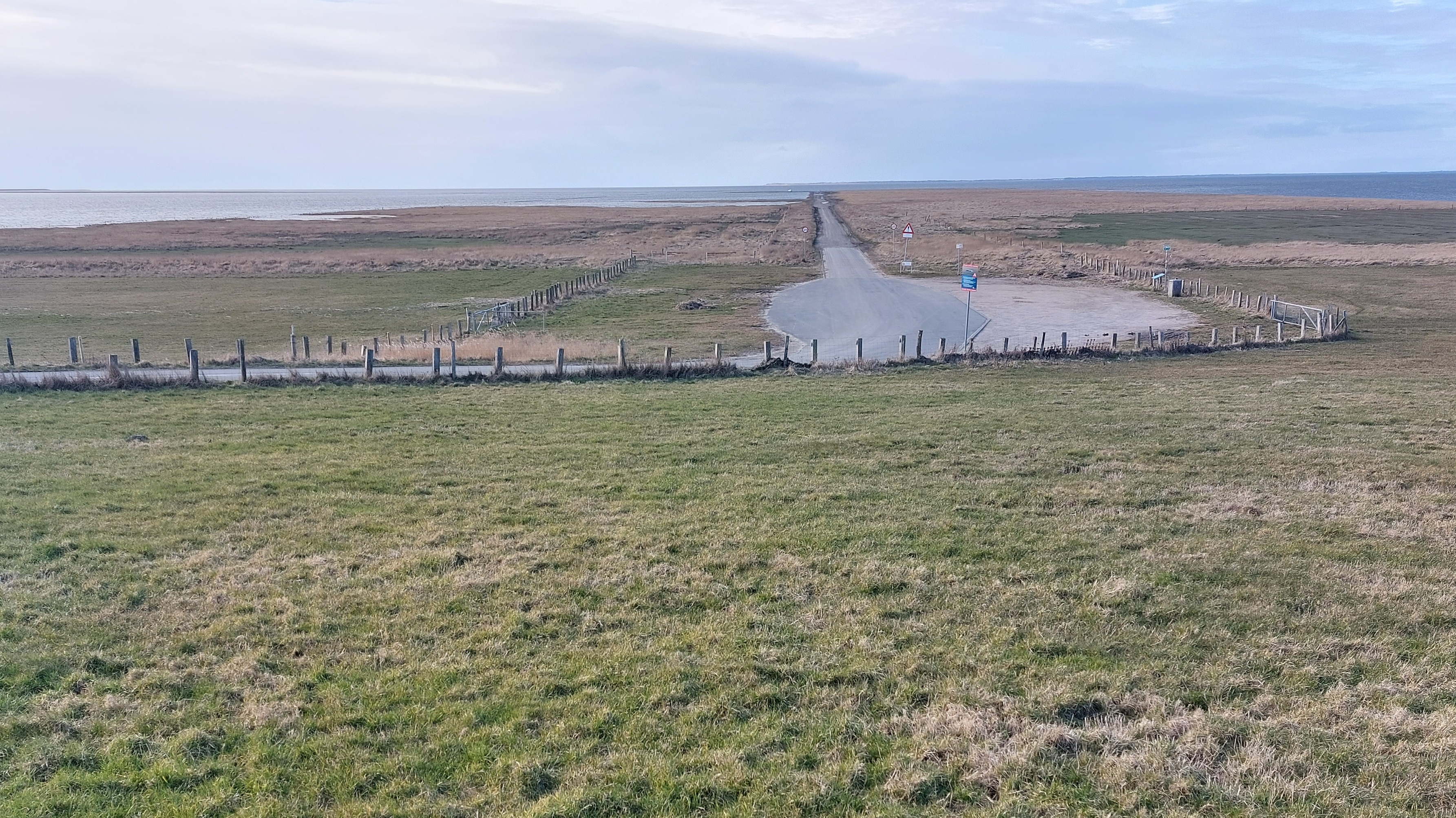
Låningsvejen sedd från Ribediget
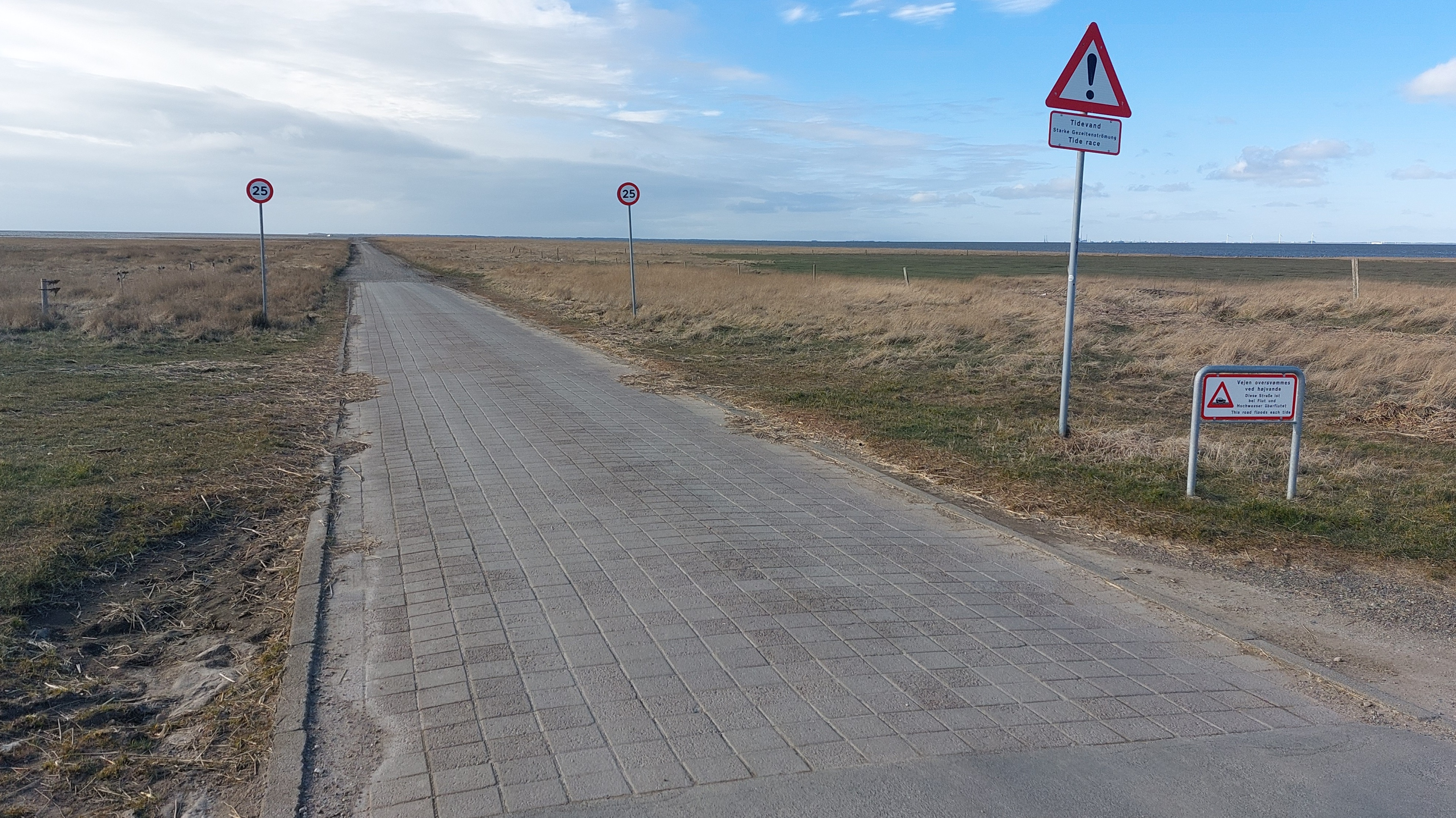
Varningsskylt vid Låningsvejens startpunkt vid Ribediget
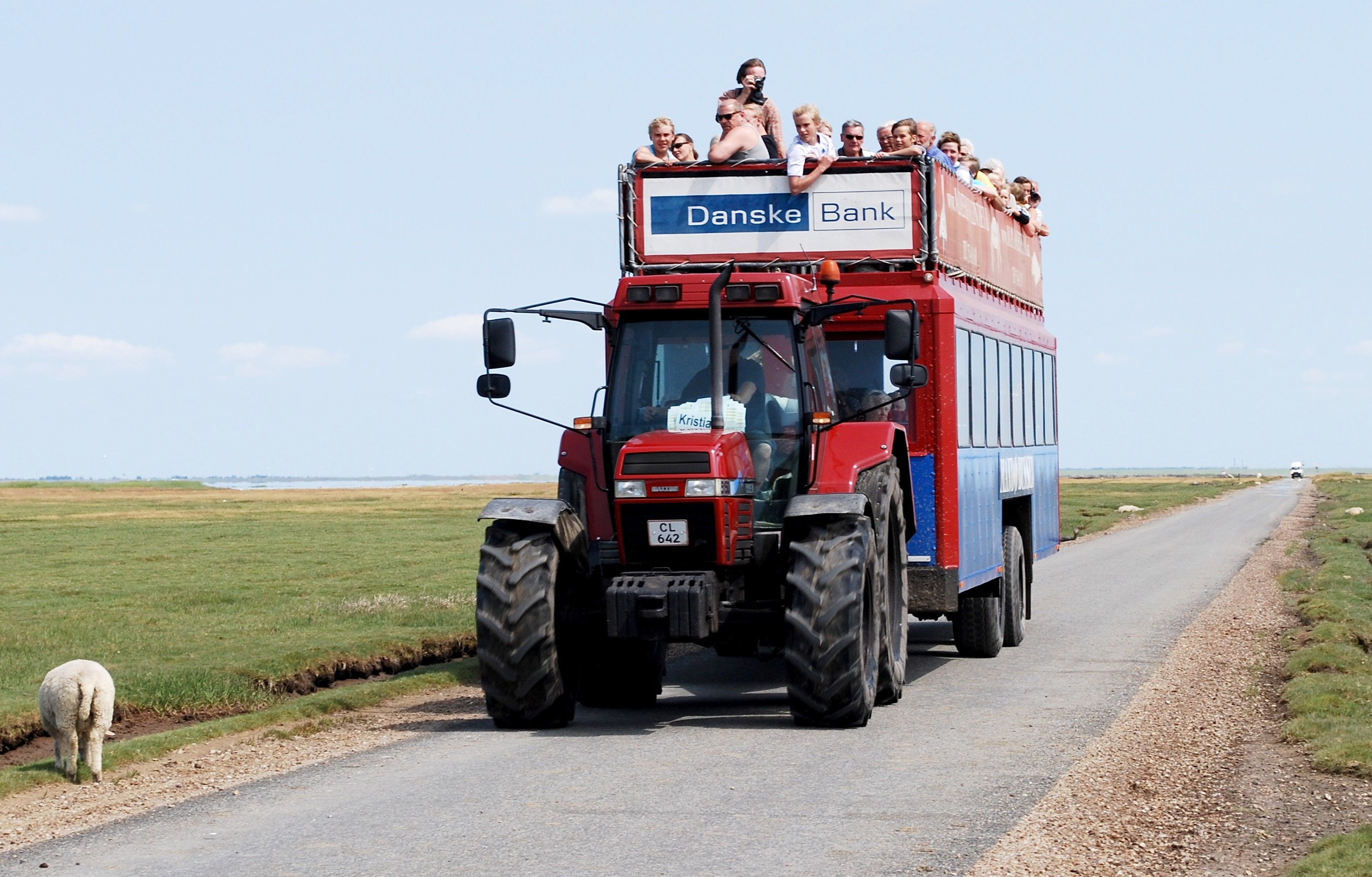
Traktorbussen
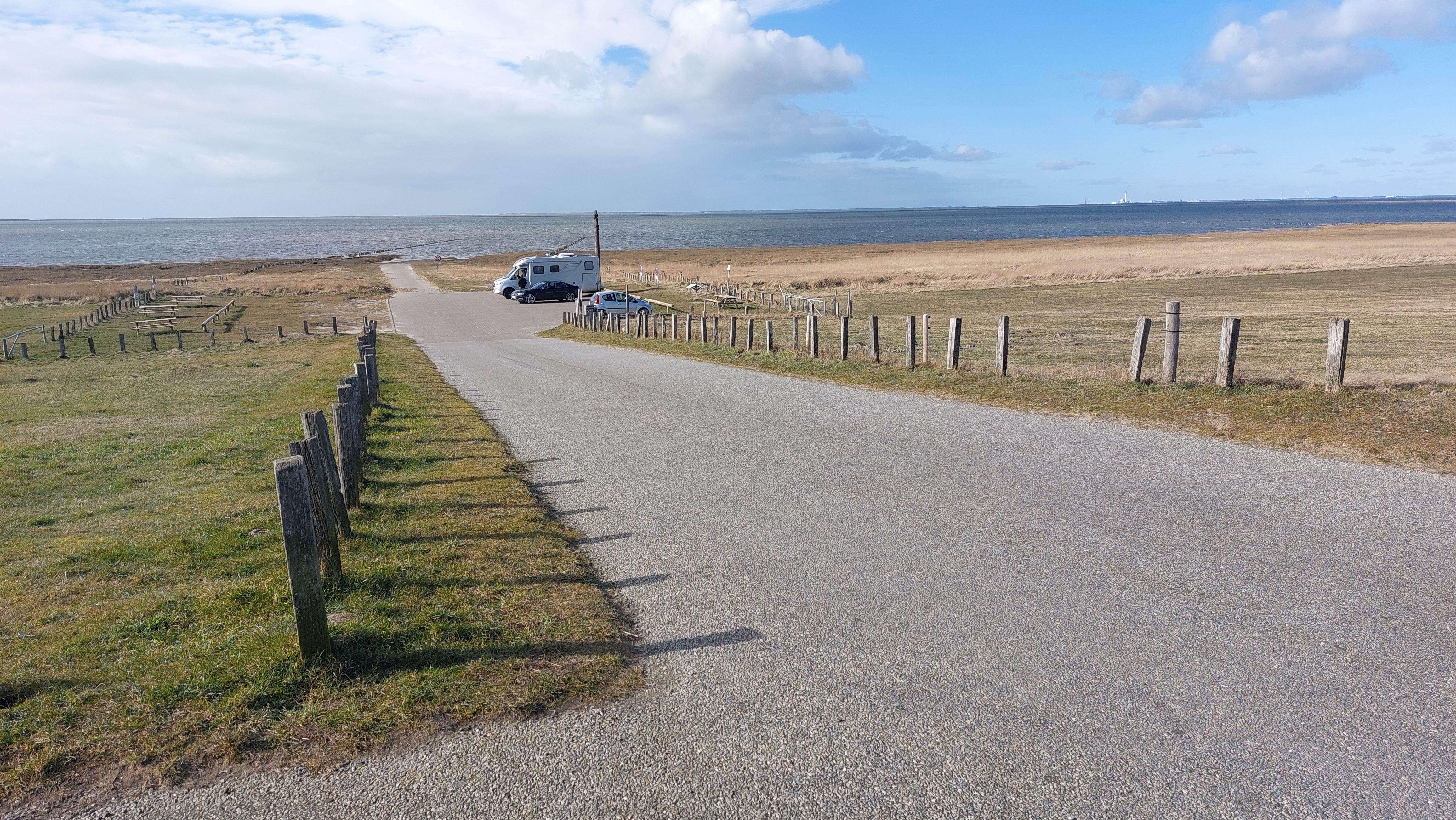
Ebbevejen sedd från Ribediget